# Limonium saxicola
Limonium saxicola är en triftväxtart som beskrevs av Erben. Limonium saxicola ingår i släktet rispar, och familjen triftväxter. Inga underarter finns listade i Catalogue of Life.